# Parafia św. Katarzyny w Rożnowie
Parafia św. Katarzyny w Rożnowie – parafia rzymskokatolicka, znajdująca się w archidiecezji poznańskiej, w dekanacie obornickim.